# Svilajnac
Svilajnac (serbocroata cirílico: Свилајнац) es un municipio y villa de Serbia perteneciente al distrito de Pomoravlje del centro-este del país.
En 2011 tiene 23 391 habitantes, de los cuales 9131 viven en la villa y el resto en las 21 pedanías del municipio. La mayoría de la población se compone étnicamente de serbios (22 048 habitantes).
Se ubica a orillas del río Gran Morava, unos 25 km al norte de Jagodina.

## Pedanías
Junto con Svilajnac, pertenecen al municipio las siguientes pedanías:
- Bobovo
- Bresje
- Vojska
- Vrlane
- Gložane
- Grabovac
- Dublje
- Dubnica
- Đurinac
- Kupinovac
- Kušiljevo
- Lukovica
- Mačevac
- Proštinac
- Radošin
- Roanda
- Roćevac
- Sedlare
- Subotica
- Troponje
- Crkvenac